# ナット・キング・コール
ナット・キング・コール（Nat King Cole、1919年3月17日 - 1965年2月15日）は、アメリカのジャズピアニスト・歌手。
本名はナサニエル・アダムズ・コールズ（Nathaniel Adams Coles）。「キング」は愛称。

## 経歴
コールは、アラバマ州モンゴメリーで生まれた。父はバプテスト教会の牧師で、母・ペリーナは教会のオルガン奏者だった。コールは12歳まで母からオルガンを習った。
1930年代からピアニストとして活動。スウィング・ジャズ時代末期の傑出したピアニストとしての業績を残した。1939年にピアノ、ギター、ベースのシンプルな編成からなる「ナット・キング・コール・トリオ」を結成し、 ビッグバンドの時代におけるコールの編成は革新的と観られ、トリオバンド流行の火付け役となった。
コールはピアニストとして高く評価されていたが、艶と暖かみのあるスモーキーな声も絶賛され歌手としても大活躍し、数多くのヒット曲を世に送った。1944年に歌手として「ストレイトン・アップ・アンド・フライ・ライト(Straighten Up and Fly Right)」を大きくヒットさせた。
1948年3月28日、歌手のマリア・エリントンと結婚。5子を儲ける。1950年代以降はジャズからポピュラー界に軸足を移し、テレビにも多く出演し広く大衆的な人気を得た。
1950年以降の歌唱では、「モナ・リザ(Mona Lisa)」「スターダスト」「ルート66」「トゥー・ヤング(Too Young)」「ホエン・アイ・フォール・イン・ラブ」「ネイチャー・ボーイ(Nature Boy)」などが知られる。「スマイル」は、もともと喜劇王チャールズ・"チャーリー"・チャップリンの映画『モダン・タイムス』のテーマ曲（インストゥルメンタル）であるが、コールのレコードのために歌詞が加えられたものである。53年にはジャズとR&Bのミュージシャンが参加したコンサート「Cavalcade of Jazz」が開催されたが、コールはロイ・ブラウン、ショーティ・ロジャーズ、アール・ボスティックやルイ・アームストロングらと共に出演した。コールはポピュラー音楽界で人気者となったが、1956年には、正統派のジャズアルバム「アフター・ミッドナイト(After Midnight)」を発表し、ジャズのベイシックに戻った。58年にはアフリカ系アメリカ人として初めて、テレビのレギュラー・ホスト番組『ザ・ナット・キング・コール・ショー』をNBC系列で放送し始めた。またコールのマネージャーがヒスパニック系だったため、コールは58年にはキューバのハバナへ飛び、「コール・エスパニョール」というスペイン語アルバムを録音している。
1961年にシングル「レット・ゼア・ビー・ラヴ(Let There Be Love)」がイギリスでヒットした。
コールは1965年2月15日、カリフォルニア州サンタモニカの病院で肺癌のため45歳で死去した。1964年の「L-O-V-E」がコールの生前最後のヒット曲となった（後述の通り6カ国語で歌われており、日本語版も録音されている）。

## 人物
- コールはヘビースモーカーで、死因は肺癌だった[3]。
- コールは、フリーメイソンのメンバーであった[8]。コールがカバーした「スマイル」のもとになる映画「モダン・タイムス」にチェスター・コンクリン（フリーメイソン）[9]が出演した。
- ロックの殿堂にアーリー・インフルエンス（初期の影響）部門で殿堂入りしている。2000年に行われた授賞式でのプレゼンターはレイ・チャールズが務めた。

コールは1961年と1963年の2回来日しており、初来日の1961年にはTBSテレビに出演、自社のCスタジオで収録した特別番組『ナット・キング・コール・ショー』が同年5月14日に放送され、2回目の来日である1963年2月には東京・赤坂の高級キャバレー「ニューラテンクォーター」でライブショーを行った。

## 親族
- 歌手のナタリー・コールは娘。1991年に父親の声をオーバーダビングさせたデュエット曲「アンフォゲッタブル」をヒットさせた[2]。
- 弟のアイク・コール(Ike Cole)、フレディ・コール(Freddy Cole)もジャズ・ピアニストや作曲家として活動した[2]。アイクは日本でも歌手として活動、ジェリー・ウォレスの「男の世界」をカバーしたり、日本語で歌唱した「マイ・ボーイ/夜のカレンダー」をリリースしたりするなどした。フレディの子、ライオネル・コール(Lionel Cole)もキーボード奏者、音楽プロデューサーとして活動している。

## ディスコグラフィ
- 「スターダスト」（1956年）
- 「ザ・クリスマス・ソング」
- 「パパ・ラブズ・マンボ」
- 「モナ・リサ」
- 「ルート66」
- 「トゥー・ヤング」
- 「プリテンド」
- 「キサス・キサス・キサス」
- 「ネイチャー・ボーイ」
- 「ラムブリング・ローズ」
- 「暑い夏をぶっとばせ」
- 「ブロッサム・フェル」
- 「センド・フォー・ミー」
- L-O-V-E（英語版）（1964年）
  - 同名タイトルのアルバム（1965年）にも収録。
  - 末期がんを押して日本語、イタリア語、ドイツ語、スペイン語、フランス語のバージョンも録音され、収録直後に入院し死去した[11]。
  - 美空ひばりもコールの大ファンとして知られ[2]、1965年9月に発売した追悼アルバム「ナット・キング・コールをしのんで－ひばりジャズを歌う」の中でカヴァーし、「ラヴ」として収録。同時期には夏木ひろしがシングルでカヴァーし、「ラブ」として収録（B面はトリニ・ロペスのカヴァー「サンフランシスコ・デ・アシシ」）。青山ミチがシングル「世界の恋は君のもの」の中でカヴァーし、「LOVE」として収録。
  - スウィングガールズ - 出演者達によるカバー・バージョンをエンディングに使用。
  - あなたとハッピー!（ニッポン放送）- 毎週金曜日のオープニングトークの後に流される。